# Flori într-o vază de cristal
Flori într-o vază de cristal este o pictură în ulei pe pânză din 1882 realizată de pictorul francez Édouard Manet. Se află la Musée d'Orsay din 1986. Tabloul prezintă clematis și „oeillets”, un cuvânt francez folosit pentru mai multe tipuri de flori tăiate, multe din genul Dianthus. A fost probabil realizat în iulie 1882 la Rueil și face parte dintr-un set de picturi despre natura statică, realizate de Manet spre sfârșitul vieții sale, prezentând în principal flori.